# Karlos Barrutia
Karlos Barrutia Bereziartua (Durango, Vizcaya, 17 de febrero de 1970) es un entrenador de fútbol español. Actualmente es el segundo entrenador del Huracán Valencia Club de Fútbol.

## Trayectoria
Su trayectoria profesional como técnico se inicia en la Cultural de Durango, en Tercera División. En esa época dirigía el trabajo de los equipos inferiores, en cuyo juvenil estaba Iñaki Alonso.
En la campaña 2001-2002 se unió a Iñaki Alonso en el CD Berriz, de categoría preferente. Siguió trabajando con él en la SD Eibar B, un curso, y los dos siguientes años pasó a las categorías inferiores del Athletic Club.
Al finalizar su etapa en Lezama regresó con Iñaki Alonso, estando en la SD Lemona y el Real Unión Club.
En el 2010, llegó al Real Murcia junto a Iñaki Alonso, siendo su segundo entrenador.
Como futbolista defendió las elásticas de la Cultural de Durango, en Segunda B, del CD Berriz, Arratia, Iurretako y otros equipos del País Vasco.
En 2013, llega al Huracán Valencia Club de Fútbol para trabajar otra vez junto a Iñaki Alonso, siendo su segundo entrenador.